# Henry Rein
Henry Rein, född 25 november 1884 i Vasa, död 21 augusti 1953 i Helsingfors, var en finlandssvensk journalist.
Henry Rein var Aftonbladets korrespondent i London 1907–1909, medarbetare i Nya Pressen 1909–1914 och redaktör för den finlandssvenska jultidningen Lucifer 1916–1930.
Han var politisk liberal och grundade den satiriska finländska tidskriften Garm för vilken han var redaktör och ansvarig utgivare under hela utgivningsperioden 1923–1953. Han arbetade för svenskhetens bevarande i Finland och mot samtida diktatursträvanden inom landet (Lapporörelsen) och utomlands (nazism och kommunism).